# Maso Notarianni
Maso Notarianni, all'anagrafe Tommaso Ferdinando Nogara-Notarianni (Milano, 3 ottobre 1966), è un giornalista e fotoreporter italiano.

## Biografia
Dopo gli studi classici si iscrive alla Facoltà di Medicina veterinaria, che abbandona dopo tre anni. Dapprima impiegato come assistente idraulico, elettricista, imbianchino e muratore, lavora poi in proprio nella ristrutturazione di appartamenti. Tra il 1987 e il 1995 è fotografo e giornalista freelance. Collabora, tra gli altri, con diversi periodici femminili dei gruppi Mondadori e Rizzoli-Rcs, come autore di testi e come fotografo e con l'Illustrazione Italiana. Nel 1994 e nel 1995 è a il manifesto, poi a Liberazione dal 1996 al 2000. Nel 1996 si iscrive all'albo dei giornalisti professionisti e nel 1998 diventa caporedattore della redazione milanese del quotidiano di Rifondazione Comunista.
Tra il 1997 e il 2001 è autore di inchieste sulle vicende della strategia della tensione, occupandosi del magistrato Guido Salvini.. Nel 2001 è capo ufficio stampa di Milly Moratti, in occasione della sua candidatura a sindaco di Milano. Nello stesso anno è corrispondente dall'Afghanistan per l'Unità, il manifesto, La Stampa, L'Espresso e Oggi. Con Giulietto Chiesa e Vauro scrive Medici di guerra inviati di pace. Dal 2002 al 2003 lavora nell'ufficio stampa e comunicazione della ONG Emergency, di cui è membro del comitato direttivo dal 2003 al 2012, per poi passare nel 2003 alla guida del quotidiano online PeaceReporter, nato da un'idea della ONG stessa, come direttore fino alla sua chiusura, nel luglio del 2012. È stato anche responsabile della comunicazione di Emergency, dal 2009 al 2011..
Nel 2006 è in Afghanistan per seguire per conto di Emergency, come membro del direttivo, la vicenda legata al rapimento del fotoreporter Gabriele Torsello. Nel 2006 è ospite fisso nella trasmissione Che tempo che fa, condotta da Fabio Fazio. Nel 2009, con altri giornalisti di PeaceReporter, è coautore per Edizioni Ambiente del libro Guerra alla Terra, un viaggio in zone del mondo dove si manifesta il volto peggiore dell'economia globale. Peacereporter si trasforma in E-ilmensile, diretto da Gianni Mura, di cui Notarianni è condirettore dall'aprile 2011 al luglio 2012. Nel dicembre 2011 è nominato personaggio dell'anno dal portale di Telecom Italia Avoicomunicare.it.
Come giornalista è stato inviato in Nicaragua (1994), Guatemala (1994), Messico (1994, 2004), Tunisia (1995), Marocco (1996), Afghanistan (diverse volte tra il 2001 e il 2008), Sudan (2002), Iraq (2003, 2005), Sierra Leone (2008), Stati Uniti d'America (2004), Repubblica Democratica del Congo (2008). È sposato con Cecilia Strada, figlia di Gino Strada e Teresa Sarti, entrambi fondatori di Emergency, dalla quale ha uno dei suoi tre figli. Dal 2016 al 2018 è communication manager di Sardex Spa. Dal giugno 2018 è tra i componenti del Consiglio Nazionale di Arci, per la stessa organizzazione è tra i fondatori di Mediterranea Saving Humans dal settembre 2018. Dal novembre 2019 è presidente di Arci Milano, Lodi, Monza-Brianza.

## Pubblicazioni
- Giulietto Chiesa, et al., Medici di guerra inviati di pace, Milano, Guerini e associati, 2002.
- Maso Notarianni, et al., Guerra alla terra, Milano, Edizioni Ambiente, 2009.